# Медвецький Микола Васильович
Микола Васильович Медвецький (1917—1944) — старшина Радянської армії, учасник Другої світової війни, Герой Радянського Союзу (1945).

## Біографія
Микола Васильович Медвецький народився в 1917 році в селі Буцні, Барський район, Вінницька область.
Навчався у Верхівській семирічній школі . В 1938 рік Медвецький був призваний на службу до Радянської армії. З 1941року — на фронтах нацистсько-радянської війни. ДО липня 1944 року старшина Микола Медвецький був хім. інструктором батареї 569-го винищувально-протитанкового артилерійського полку 17 винищувально-протитанкової артилерійської бригади 43 армії 1-го Прибалтійського фронту. Відзначився під час визволення Литовської РСР.
11 липня 1944 року Медвецький брав активну участь у відбитті чотирьох німецьких контратак в районі села Антабалга Утенського району, знищив декількох солдат противника. Використавши всі боєприпаси та опинившись в оточенні німецьких солдатів, Медвецький підірвав себе гранатою разом з ними. Похований у селі Сірвіджай Утенського району Литва.
Указом Президії Верховної Ради СРСР від 24 березня 1945року старшина Микола Васильович Медвецький посмертно удостоєний високого звання Героя Радянського Союзу. Також був нагороджений орденом Леніна, двома орденами Червоної Зірки та іншими нагородами.
В честь Медвецького названа центральна вулиця в його рідному селі Буцні.